# Pterocladiophilaceae
Pterocladiophilaceae, porodica crvenih algi čija pripadnost redu i razredu još nije utvrđena. Postoji 11 priznatih vrsta unutar 3 roda.

## Rodovi
1. Gelidiocolax N.L.Gardner 8 vrsta
2. Holmsella Sturch 2 vrste
3. Pterocladiophila K.-C.Fan & Papenfuss 1 vrsta